# Harc
Harc là một thị trấn thuộc hạt Tolna, Hungary. Thị trấn này có diện tích 15,86 km², dân số năm 2010 là 889 người, mật độ 56 người/km².